# Марини, Марилу
Марилу́ Марини, настоящая имя — Мария Лусия Марини (исп. Marilú Marini, María Lucía Marini; 15 июня 1945, Буэнос-Айрес, Аргентина), — аргентинская актриса театра и кино. На протяжении многих лет работает во Франции, выступая на сцене и снимаясь в кино как во Франции, так и в Аргентине.

## Биография
Родилась 15 июня 1945 года в Буэнос-Айрес. Мать — немка, отец — итальянец. 
Сотрудничала с буэнос-айресским центром исследований в области культуры Институт Торквато Ди Тельи. Училась в Нью-Йорке у Марты Грэм и Мерса Каннингема. Выступала как танцовщица в мюзик-холлах Буэнос-Айреса.
В кино её снял в 1971 году Эдгардо Козаринский. В дальнейшем она играла в фильмах Арианы Мнушкиной, Уго Сантьяго, Катрин Бине, Даниэля Шмида, Клода Горрета, Оливье Пи, Клер Дени, Диего Лермана, Диего Сабанеса и других.
В 1975 году её пригласил в свою парижскую постановку Альфредо Ариас. С тех пор она участвует в большинстве его сценических работ до нынешнего дня. Играла в Париже и Авиньоне в пьесах Шекспира, Мариво, Метерлинка, Жарри, Беккета, Жене, Мисимы, Копи, Кольтеса, самого Ариаса и др. Выступала как постановщик и хореограф.

## Признание
Премия Союза театральных критиков Франции лучшей актрисе года (1984). Офицер французского Ордена искусств и литературы.
2014 год — Премия Мартина Фиерро в номинации «Лучшая актриса мини-сериала».